# Gebiete um das Laucherttal
Gebiete um das Laucherttal ist ein durch das Regierungspräsidium Tübingen nach der Richtlinie 92/43/EWG (Fauna-Flora-Habitat-Richtlinie) angemeldetes Schutzgebiet (Schutzgebietskennung DE-7821-341) im Süden des deutschen Landes Baden-Württemberg. Mit Verordnung des Regierungspräsidiums Tübingen zur Festlegung der Gebiete von gemeinschaftlicher Bedeutung vom 5. November 2018 (in Kraft getreten am 11. Januar 2019), wurde das Schutzgebiet ausgewiesen.

## Lage
Das rund 1658 Hektar (ha) große Schutzgebiet gehört naturräumlich zur Hohen Schwabenalb, der Mittleren Kuppenalb und der Mittleren Flächenalb.
Seine acht Teilgebiete erstrecken sich zwischen Trochtelfingen im Norden entlang der Lauchert bis zu deren Mündung in die Donau bei Sigmaringendorf im Süden in folgenden drei Landkreisen, sechs Städten und drei Gemeinden:
- Landkreis Reutlingen (165,8 ha = 10 %)
  - Stadt Trochtelfingen (165,829 ha = 10 %)
- Landkreis Sigmaringen (1.459,3 ha = 88 %)
  - Städte Gammertingen (149,246 ha = 9 %), Hettingen (215,577 ha = 13 %), Sigmaringen (397,989 ha = 24 %) und Veringenstadt (116,080 ha = 7 %)
  - Gemeinden Bingen (364,823 ha = 22 %), Neufra (165,829 ha = 10 %) und Sigmaringendorf (49,749 ha = 3 %)
- Zollernalbkreis (16,6 ha = 1 %)
  - Stadt Burladingen (16,583 ha = 1 %)

## Schutzzweck
Wesentlicher Schutzzweck ist die Erhaltung eines Gebiets mit 45 Höhlen, einem Seitental der Donau mit naturnahen Wäldern im Hangbereich, Felsen, Resten von Magerrasen, Fließgewässern sowie Resten von Au- bzw. Galeriewäldern und einem der wenigen Niedermoore der Schwäbischen Alb.

### Lebensraumtypen
Folgende Lebensraumtypen nach Anhang I der FFH-Richtlinie kommen im Gebiet vor:
| EU Code | * | Lebensraumtyp (offizielle Bezeichnung)                                                                          | Kurzbezeichnung                              |
| ------- | - | --- | -------------------------------------------- |
| 3260    |   | Flüsse der planaren bis montanen Stufe mit Vegetation des Ranunculion fluitantis und des Callitricho-Batrachion | Fließgewässer mit flutender Wasservegetation |
| 5130    |   | Formationen von Juniperus communis auf Kalkheiden und -rasen                                                    | Wacholderheiden                              |
| 6110    | * | Lückige basophile oder Kalk-Pionierrasen (Alysso-Sedion albi)                                                   | Kalk-Pionierrasen                            |
| 6210    |   | Naturnahe Kalk-Trockenrasen und deren Verbuschungsstadien (Festuco-Brometalia)                                  | Kalk-Magerrasen                              |
| 6410    |   | Pfeifengraswiesen auf kalkreichem Boden, torfigen und tonig-schluffigen Böden (Molinion caeruleae)              | Pfeifengraswiesen                            |
| 6430    |   | Feuchte Hochstaudenfluren der planaren und montanen bis alpinen Stufe                                           | Feuchte Hochstaudenfluren                    |
| 6510    |   | Magere Flachland-Mähwiesen (Alopecurus pratensis, Sanguisorba officinalis)                                      | Magere Flachland-Mähwiesen                   |
| 8210    |   | Kalkfelsen mit Felsspaltenvegetation                                                                            | Kalkfelsen mit Felsspaltenvegetation         |
| 8310    |   | Nicht touristisch erschlossene Höhlen                                                                           | Höhlen und Balmen                            |
| 9130    |   | Waldmeister-Buchenwald (Asperulo-Fagetum)                                                                       | Waldmeister-Buchenwald                       |
| 9150    |   | Mitteleuropäischer Orchideen-Kalk-Buchenwald (Cephalanthero-Fagion)                                             | Orchideen-Buchenwälder                       |
| 9180    | * | Schlucht- und Hangmischwälder (Tilio-Acerion)                                                                   | Schlucht- und Hangmischwälder                |
| 91E0    | * | Auen-Wälder mit Alnus glutinosa und Fraxinus excelsior (Alno-Padion, Alnion incanae, Salicion albae)            | Auenwälder mit Erle, Esche, Weide            |

### Lebensraumklassen
|                                                                 |                                                                 |  |      |      |
| Laubwald                                                        | Laubwald                                                        |  | 22 % | 22 % |
| Mischwald                                                       | Mischwald                                                       |  | 8 %  | 8 %  |
| Nadelwald                                                       | Nadelwald                                                       |  | 2 %  | 2 %  |
| feuchtes und mesophiles Grünland                                | feuchtes und mesophiles Grünland                                |  | 49 % | 49 % |
| Binnengewässer, fließend und stehend                            | Binnengewässer, fließend und stehend                            |  | 1 %  | 1 %  |
| Moore, Sümpfe, Uferbewuchs                                      | Moore, Sümpfe, Uferbewuchs                                      |  | 4 %  | 4 %  |
| Trockengelegtes Grünland                                        | Trockengelegtes Grünland                                        |  | 1 %  | 1 %  |
| Binnenlandfelsen, Geröll- und Schutthalden, Sandflächen         | Binnenlandfelsen, Geröll- und Schutthalden, Sandflächen         |  | 2 %  | 2 %  |
| Anderes Ackerland                                               | Anderes Ackerland                                               |  | 9 %  | 9 %  |
| Sonstiges (Städte, Straßen, Deponien, Gruben, Industriegebiete) | Sonstiges (Städte, Straßen, Deponien, Gruben, Industriegebiete) |  | 2 %  | 2 %  |
|                                                                 |                                                                 |  |      |      |

### Arteninventar
Folgende Arten von gemeinschaftlichem Interesse kommen im Gebiet vor:
| Bild               | EU Code | * | Art                | wissenschaftlicher Name | Artengruppe           |
| ------------------ | ------- | - | ------------------ | ----------------------- | --------------------- |
| Bachneunauge       | 1096    |   | Bachneunauge       | Lampetra planeri        | Fische und Rundmäuler |
| Groppe             | 1163    |   | Groppe             | Cottus gobio            | Fische und Rundmäuler |
| Kammmolch          | 1166    |   | Kammmolch          | Triturus cristatus      | Amphibien             |
| Gelbbauchunke      | 1193    |   | Gelbbauchunke      | Bombina variegata       | Amphibien             |
| Großes Mausohr     | 1324    |   | Großes Mausohr     | Myotis myotis           | Säugetiere            |
| Biber              | 1337    |   | Biber              | Castor fiber            | Säugetiere            |
| Grünes Besenmoos   | 1381    |   | Grünes Besenmoos   | Dicranum viride         | Moose                 |
| Grünes Koboldmoos  | 1386    |   | Grünes Koboldmoos  | Buxbaumia viridis       | Moose                 |
|                    | 1882    |   | Dicke Trespe       | Bromus grossus          | Pflanzen              |
| Gelber Frauenschuh | 1902    |   | Gelber Frauenschuh | Cypripedium calceolus   | Pflanzen              |

## Zusammenhang mit anderen Schutzgebieten
Mit dem FFH-Gebiet „Gebiete um das Laucherttal“ sind folgende Gebiete als zusammenhängende Schutzgebiete ausgewiesen:
- „Naturpark Obere Donau“
- Naturschutzgebiete „Bei der Mühle“ (4.087), „Fehlatal“ (4.118), „Herdle“ (4.165) und „Wasenried“ (4.116)
- Landschaftsschutzgebiete „Donau- und Schmeiental“ (4.37.036) und „Laucherttal mit Nebentälern“ (4.15.002, 4.17.044 und 4.37.001)
- Vogelschutzgebiet „Südwestalb und Oberes Donautal“ (DE-7820-441)